# Флаг Смоленской области
Флаг Смоле́нской области, вместе с гербом Смоленской области, является официальным символом Смоленской области Российской Федерации, геральдическим и вексиллологическим представительно-правовым знаком, определяющим государственность и власть, единство и солидарность жителей Смоленской области, преемственность боевых и трудовых традиций и связывающего неразрывными узами прошедшее, нынешнее и будущее поколения смолян.
Флаг утверждён 10 декабря 1998 года и внесён в Государственный геральдический регистр Российской Федерации с присвоением регистрационного номера 434.

## Описание флага
«В прямоугольном полотнище красного цвета с отношением ширины к длине 2:3 внизу положены две жёлтые полосы, занимающие по 5 процентов ширины флага и разделяющие флаг по ширине на три части в соотношении 6:2:1. Наверху у древка помещён сокращённый вариант герба Смоленской области — щит с шапкой, занимающий 45 процентов ширины и 20 процентов длины флага, а вертикальная ось герба делит флаг в соотношении 1:4. Полотнище флага может быть обрамлено золотой бахромой».

## Обоснование символики
Красный цвет флага — символ поля битвы, ибо Смоленская земля — это огромное историческое поле битвы. На этом поле проходили три самых тяжёлых в истории России войны.
Первая (нижняя) красная полоса — война против польских интервентов. Вторая красная полоса — война с французами в 1812 году. И третья, самая крупная — Великая Отечественная война 1941—1945 годов.
На красное полотнище по горизонтали положена схема ордена Ленина, ещё раз напоминающая о том, что Смоленская область была награждена в своё время высокой наградой страны.
Полоска жёлтого цвета — это символ исторической Смоленщины. Жёлтый цвет — это цвет птиц Гамаюн и Феникс. Птица Феникс — это птица, возрождающаяся из пепла. Смоленщина дважды в своей истории полностью поднималась из пепла — после 1812 года с французами и после Великой Отечественной войны 1941—1945 годов.